# Halte d'Aguilcourt - Variscourt
La halte d'Aguilcourt - Variscourt est une halte ferroviaire française de la ligne de Reims à Laon, située sur le territoire de la commune de Variscourt, à proximité d'Aguilcourt, dans le département de l'Aisne, en région Hauts-de-France.
C'est une halte de la Société nationale des chemins de fer français (SNCF), desservie par des trains régionaux du réseau TER Grand Est.

## Situation ferroviaire
Établie à 58 m d'altitude, la halte d'Aguilcourt - Variscourt est située au point kilométrique (PK) 18,187 de la ligne de Reims à Laon entre les gares de Loivre et de Guignicourt.
Elle dépend de la région ferroviaire de Reims. Elle dispose de deux voies principales (1 et 2) et deux quais d'une « longueur continue maximale » (longueur utile) : de 31 m pour le quai 1 (Voie 1) et 31 m pour le quai 2 (Voie 2).

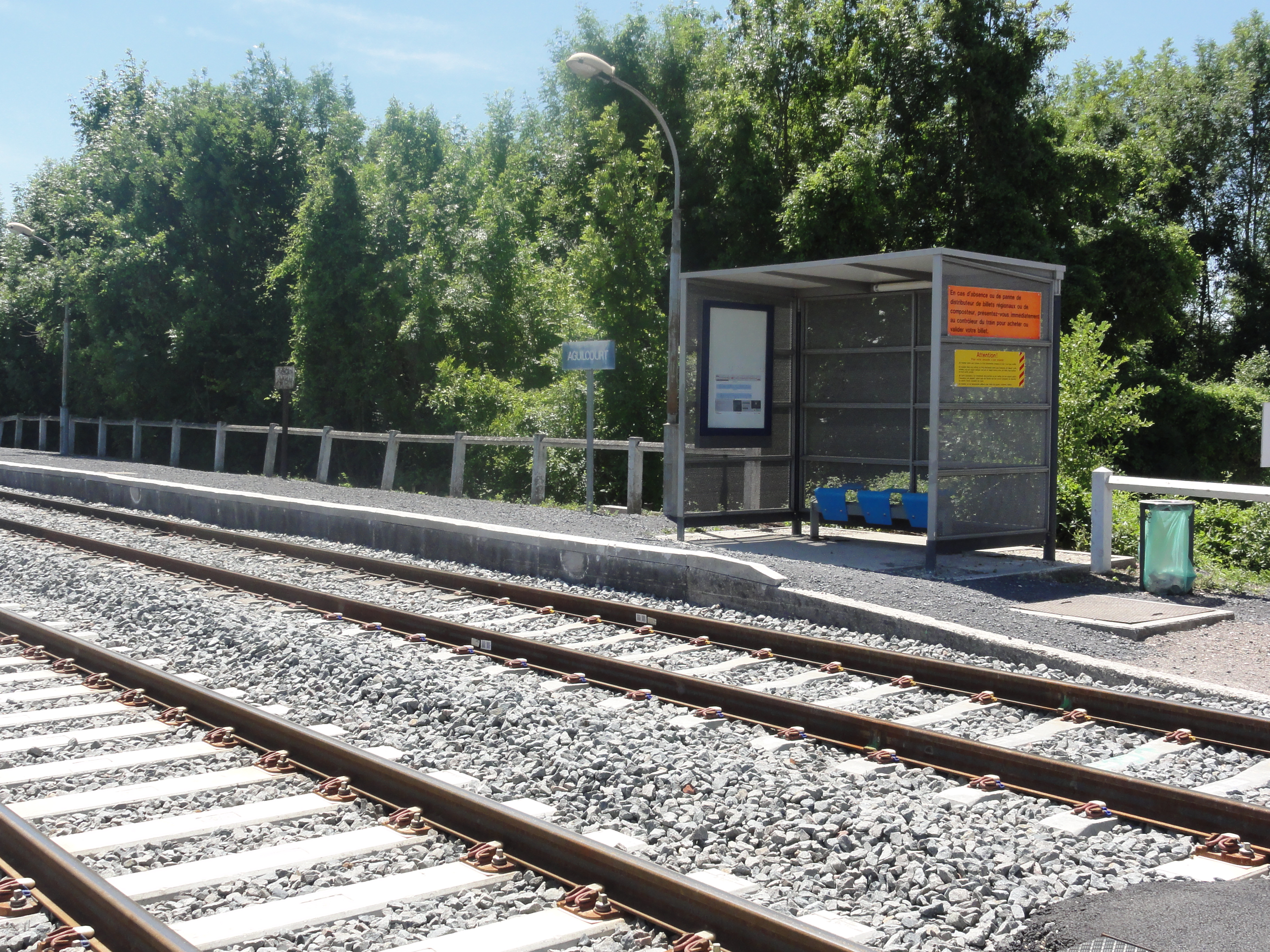
Le quai direction Laon.
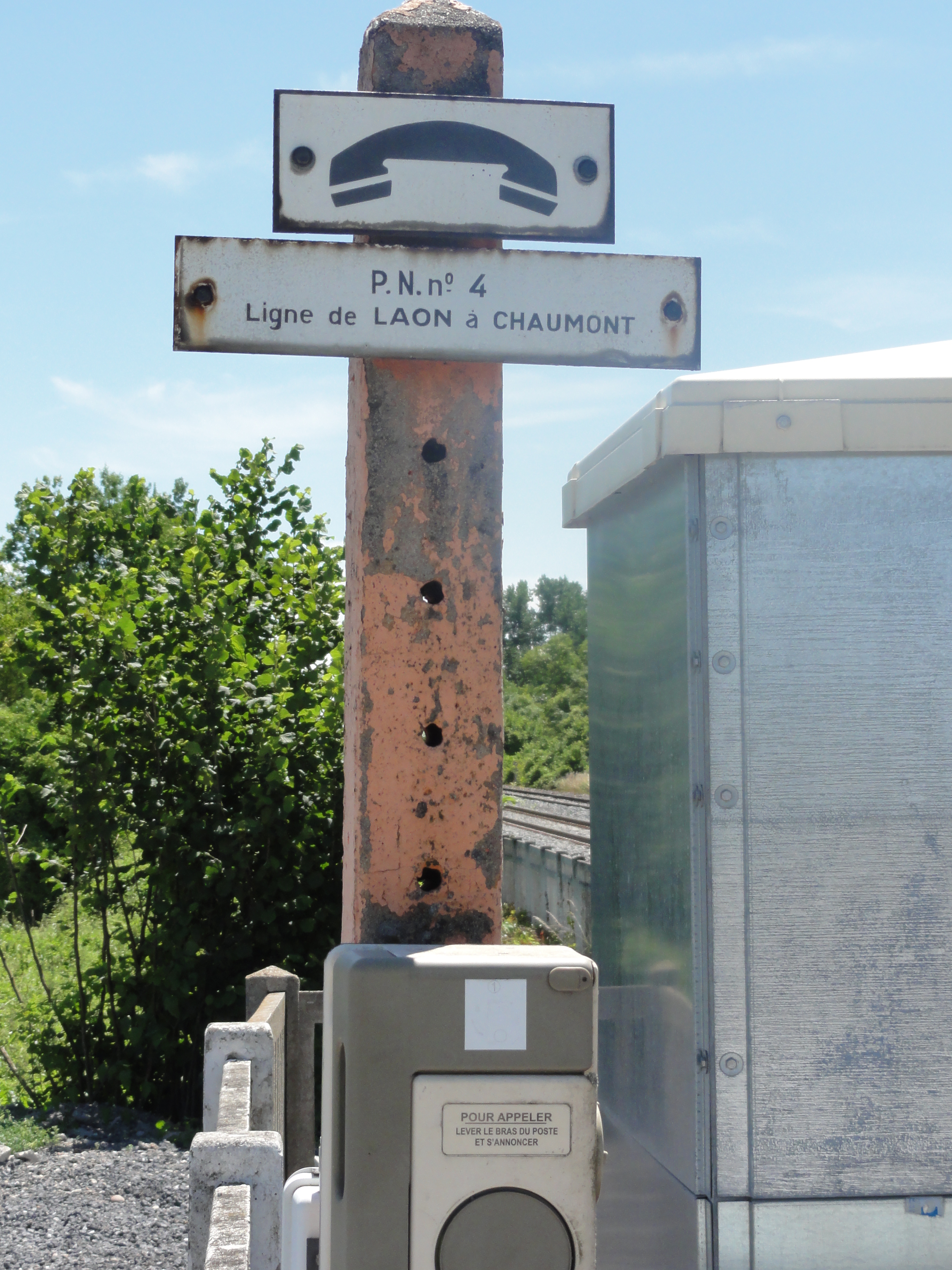
P.N. nr 4, téléphone de secours.
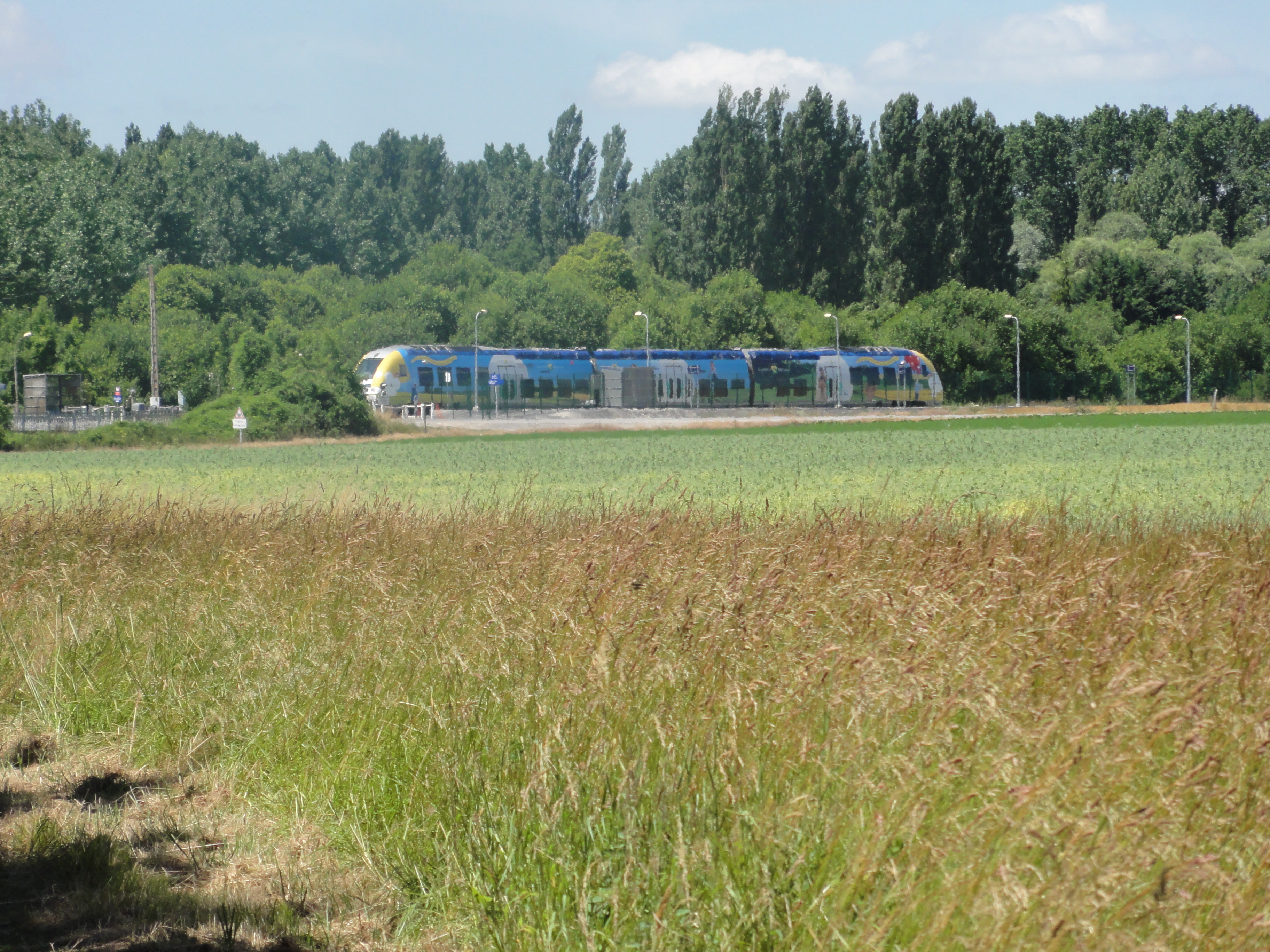
Un train TER sortant de la gare.

## Fréquentation
Selon les estimations de la SNCF, la fréquentation annuelle de la gare s'élève aux nombres indiqués dans le tableau ci-dessous.
| Année     | 2015  | 2016  | 2017  | 2018  | 2019  | 2020   | 2021   | 2022   | 2023   | 2024   |
| --------- | ----- | ----- | ----- | ----- | ----- | ------ | ------ | ------ | ------ | ------ |
| Voyageurs | 9 821 | 8 979 | 7 368 | 6 155 | 8 796 | 10 436 | 12 294 | 13 197 | 13 464 | 15 866 |

## Service des voyageurs

### Accueil
Halte SNCF, c'est un point d'arrêt non géré (PANG) à entrée libre.

### Desserte
Aguilcourt - Variscourt est desservie par des trains régionaux TER Grand Est, qui effectuent des missions entre les gares de Reims et de Laon.

### Intermodalité
Le stationnement des véhicules est possible à proximité.